# Jovan Sundečić
Jovan Sundečić (Golinjevo kod Livna, 24. lipnja 1825. — Kotor, 19. srpnja 1900.), srpski, crnogorski i hrvatski pjesnik, pravoslavni svećenik i osobni dvorski tajnik crnogorskoga monarha Nikole I. Petrovića. Svoje podrijetlo vuče iz livanjskoga kraja.
Otac mu je bio bogati zanatnik i trgovac Pero Sundečić, a majka Ilinka rodom iz Bogdanovića. Otac ga je iz straha od Osmanlija (Turkuša) namjestio kod bake i tetke u Imotski gdje je Jovan naučio čitati i pisati latiničnim pismom. Prvu pouku dobiva od franjevaca u Imotskom. Obiteljska loza Sundečić dala je značajne junake, među kojima je bilo kako svećenika, tako i vojskovođa. Na početku bogoslovne karijere mladi Sundečić službuje u pravoslavnom selu Peroju u Istri, naseljenom Crnogorcima, kao kapelan u godinama od 1848. do 1850. U slikovitim predjelima Istre i Mediterana Sundečić otkriva svoj poetski talent i tu nastaju njegove prve pjesme. 
Godine 1865. piše državnu himnu Crne Gore "Ubavoj nam Crnoj Gori", za koju je glazbu komponirao Čeh Anton Šulc. 
Godine 1886. je s crnogorske strane kao dvorski tajnik potpisao povijesni Konkordat Crne Gore i Svete Stolice, prvi konkordat u svjetskoj povijesti između Svete Stolice i neke dominatno istočno-pravoslavne kršćanske zemlje.
Kao pjesnik javio se 1848. u Zori dalmatinskoj.
Godine 1889. izlaze mu u Zagrebu tiskom Matice hrvatske njegove "Izabrane pjesme". Sundečić je bio urednik kalendara Orlić u Cetinjskoj čitaonici i predsjednik društva "Slavjanski Dom". Svoju ljubav prema Slavenima, pogotovo prema Hrvatima i gradu Zagrebu očituje u istoimenoj pjesmi o glavnom gradu Hrvatske: "Zagrebe, tolike si hrame diga. Znanju, umlju i vještini, pregnuvši da se penješ k pravoj sreći i visini."
O njemu je pisao Srđ.

## Djela
Nepotpun popis:
- Cviće ili pokušenja u narodno-liričkoj pievanii / od J. Sundečića, U Zadru : Knjigopečatnija braće Battarah, 1858.
- Vršidba / od J. Sundečića, U Zadru : Tisk. Demarchi-Rougier, 1861.
- Vršidba / od J. Sundečića, U Karlovcu : Brzotis i naklad Tiskarskog i književnog zavoda Abela Lukšića, 1862.
- Vienčić domoljubnih pjesama / od J. Sundečića, U Zadru : Tisk. Demarchi-Rougier, 1862.
- Krvava košulja / spjevao J. Sundečić, U Zadru : Demarchi-Rougierevom Pečat, 1864.
- Vršidba / pjesma J. Sundečića,  3. izd. Na Cetinju : U Kneževskoj pečatnji, 1866.[6]
- Novi pakao / pjesma J. Sundečića, U Zadru : Tiskom Narodnog lista, 1875.
- Ljubav i cvijeće / pjesme J. Sundečića, U Dubrovniku : Tiskom Dragutina Pretnera, 1882.
- Angjelija Kosorića: istiniti dogadjaj iz početka našega vijeka, po kazivanju narodnom / pripovijedka J. Sundečića, U Zagrebu : Tisak Dioničke tiskare, 1883.
- Prigodnica o proslavi dvjestogodišnjega oslobodjenja Vrlike časnomu načelniku Josi Kulišiću / kao svome prijatelju posvetio J. Sundečić u decembru 1888, [Zadar] : Tipografija Ivana Vodicke, [1888?]
- Proslov povodom večernje zabave priredjene društvom "Slavjanskoga doma" u Kotoru na proslavu tristagodišnjice velikana pjesnika Ivana Fr. Gundulića složio i u večer 4. veljače 1888 čitao J. Sundečić posvećujući ga presvijetlom gospodinu baronu Frani Gunduliću kao veleuglednom i velezaslužnom potomku Ivanovu, U Zagrebu : Tisak Dioničke tiskare, 1888.
- Sjetva i vršidba / pjesma J. Sundečića, U Zagrebu : Izdanje knjižare Mučnjaka i Senftlebena, 1888.
- Izabrane pjesme: sa slikom pjesnikovom / Jovan Sundečić ; uvodom i bilješkama popratio Hugo Badalić, Zagreb : Izdanje Matice hrvatske, 1889.
- Brat Marko i sestra Jeka: istinit dogadjaj / pripovijetka Jovana Sundečića, U Zagrebu : Knjižara dioničke tiskare, 1890.
- Milje i omilje ili Milica i Nevenka / cjelokupni sbornik ljubavnih pjesama J. Sundečića, U Zagrebu : Dionička tiskara, 1893.

## Poznata izjava
Govoreći o jeziku i narodnosti, Jovan Sundečić je kazao: »Narodnost je tielo, kojemu je jezik duša.«.